# معاهدة الانضمام 1979
- معاهدة بين مملكة بلجيكا ومملكة الدنمارك وجمهورية ألمانيا الاتحادية والجمهورية الفرنسية وأيرلندا والجمهورية الإيطالية ودوقية لوكسمبورغ الكبرى ومملكة هولندا والمملكة المتحدة لبريطانيا العظمى وأيرلندا الشمالية (الدول الأعضاء في المجموعات الأوروبية) والجمهورية اليونانية "فيما يتعلق بانضمام الجمهورية اليونانية إلى المجموعة الاقتصادية الأوروبية والجماعة الأوروبية للطاقة الذرية."

كانت معاهدة الانضمام لعام 1979 هي الاتفاقية بين المجموعات الأوروبية واليونان، فيما يتعلق بانضمام البلد إلى المجموعات الأوروبية. دخلت حيز التنفيذ في 1 يناير 1981. رتبت المعاهدة انضمام اليونان وعدلت المعاهدات السابقة للجماعات الأوروبية. على هذا النحو فهي جزء لا يتجزأ من الأساس الدستوري للاتحاد الأوروبي.

## الاسم الكامل
الاسم الرسمي الكامل للمعاهدة هو: